# Bathia (distrito)
Bathia é um distrito localizado na província de Aïn Defla, no norte da Argélia.[carece de fontes?] Sua capital é Bathia.

## Municípios
O distrito está dividido em três municípios:
- Bathia
- Bellas
- El Hassania